# رافادالی
رافادالی (به ایتالیایی: Raffadali) یک کومونه در ایتالیا است که در استان آگریجنتو واقع شده‌است.

## خصوصیات
رافادالی ۲۲٫۲ کیلومترمربع مساحت و ۱۳٬۳۹۸ نفر جمعیت دارد و ۴۲۰ متر بالاتر از سطح دریا واقع شده‌است.